# Том Бакстер
Том Бакстер (род. Томас Бакстер Глив, 29 октября 1973 года) — английский певец и автор песен, базирующийся в Лондоне. Родился в Ипсвиче, Суффолк, вырос в Корнуолле вместе со своей сестрой Вашти Анной, двумя братьями, Джо Спенсером и Чарли Уинстоном, а также родителями Джеффом и Джули Глив (которые были завсегдатаями в кругах народной музыки в конце 1960-х и начале 1970-х годов). Том и его братья и сестра используют свои вторые имена в качестве сценических фамилий.
Переехав в Лондон в 19 лет, чтобы поступить в музыкальный колледж, он провел много лет на гастролях, прежде чем успешные выступления в Буш-Холл в Шепердс-Буш и Бедфорде Бэлхем привлекли к нему внимание звукозаписывающих компаний.
Одноимённый EP был выпущен Sony Music на лейбле Columbia Records в мае 2004 года и включал в себя треки «Joanna», «Half-Man» и «My Declaration».
Его дебютный альбом, Feather and Stone, был выпущен Columbia в октябре 2004 года, получил признание критиков и попал в ротацию BBC Radio 2 . Синглами с альбома вышли «This Boy» и «My Declaration». За выпуском альбома последовал хэдлайн-тур по Великобритании. Том Вакстер также поддержал Нерину Паллот в её туре по Великобритании в январе 2007 года.
Второй альбом Бакстера Skybound (выпущенный 7 января 2008 года) был записан независимо и выпущен на возрожденном лейбле Charisma Records через EMI после того, как Бакстер расстался с Sony в 2007 году. Первый сингл «Better» был выпущен в январе 2008 года и был впоследствии использован в саундтреке к фильму Беги, толстяк, беги. Композиция «Miracle» использовалась Би-би-си, для озвучивания их Олимпийских игр и освещения Паралимпийских игр. Вторым синглом с альбома стала «Tell Her Today».
Бакстер отдал трек «Make a Stand» в благотворительный альбом Songs for Survival , этот проект был осуществлён в 2008 году. Позднее в том же году Boyzone выпустили кавер на «Better», достигнув 22 строчки в чарте Top 40 синглов Великобритании.
В 2009 году «My Declaration» была перепета Элизой Беннетт и использовалась в саундтреке к фильму «Чернильное сердце» (Беннетт также сыграла главную роль в фильме Мегги Фолчарт в фильме). «Almost There» вдохновила на кавер Ширли Бэсси и стала первым треком с её альбома The Performance. Бакстер и Концертный оркестр Би-би-си аккомпонировали Ширли Бэсси, когда она исполняла эту песню 24 декабря 2009 года в Променаде Би-би-си в Карусели в Лондоне, во время концертной трансляции на BBC Radio 2 и на телевидении BBC Two на следующий день. Песня также звучит в финальных титрах фильма 2010 года « Доверие» .

## Дискография
EP
1. «My Declaration»
2. «Joanna»
3. «Half A Man» [Live]

Feather & Stone
1. «My Declaration»
2. «This Boy»
3. «Under The Thumb»
4. «Girl From The Hills»
5. «The Moon And Me»
6. «Day in Verona»
7. «All Comes True»
8. «Almost There»
9. «Don’t Let Go»
10. «Scorpio Boy»

Skybound
1. «Night Like This»
2. «Skybound»
3. «Better»
4. «Tell Her Today»
5. «Miracle»
6. «Last Shot»
7. «Tragic»
8. «Half A Man»
9. «Icarus Wings»
10. «Light Me Up»

The Uncarved Block
1. «Boy Beneath The Stone»
2. «Hosanna»
3. «Lift Up My Wings»
4. «Sugarcane»
5. «Sail Away»
6. «Living»
7. «Arc Of Your Mallet»
8. «The Uncarved Block»
9. «String And Bow»
10. «Love Is Not Enough»
11. «Merry-Go-Round»

The Other Side Of Blue
1. «The Other Side Of Blue»
2. «For Crying Out Loud»
3. «The Ballad Of Davey Graham»
4. «Black Are The Gypsy Horses»
5. «Cold»
6. «Hot Wax To A Stone»
7. «Heroes & Monsters»
8. «One Life»
9. «Do You Know Me»
10. «In Your Hands»
11. «Lover»
12. «Where The Wild River Runs»